# Кагуїв
Кагу́їв — село в Україні, у Стрийському районі Львівської області. Населення становить 384 особи. Орган місцевого самоврядування — Миколаївська міська рада.

## Географія
Село розташоване на півночі Стрийського району, за 9 кілометрів від центру громади. На околиці Кагуїва протікає річка Щирка. Неподалік від села є залізнична станція «Черкаси», а також автодорога Щирець – Миколаїв.

## Історія
У податковому реєстрі 1515 року в селі документується піп (отже, уже тоді була церква) і 3 лани (близько 75 га) оброблюваної землі.

## Пам'ятки
Сільська дерев'яна церква святої Параскеви з нетиповим розташуванням вхідних дверей (у південній стіні бабинця, що характерно для буковинських та давніх галицьких храмів), походить із 1464 року. У 1718 році церква отримала привілей від воєводи інфлянтського і власника села Пйотра Єжи Пребендовського. За час свого існування храм Параскеви неодноразово реставрувався й перебудовувався, тож нині датується 1847 роком. Як свідчить напис над дверима церкви, у 1942 році на вершечку храму перебудовано ліхтар — на вужчий і нижчий. А з 1962 року церква стояла замкненою до 1989 року, коли тут знову почали відправляти літургії.